# Дахлак
Дахлак (на тигриня: ዳህላክ, на английски: Dahlac Archipelago) е архипелаг в югозападната част на Червено море, принадлежащ на Еритрея, като на югозапад протока Масауа го отделя от континента. Общата площ на островите е около 900 km². Архипелагът се състои от 2 големи (Дахлак, площ около 750 km² и Нора, около 130 km²) и 122 малки острова, като само 4 от тях са обитаеми. Бреговете на почти всички острови са обкръжени от коралови рифове. Релефът им е равнинен с максимална височина 54 m (на остров Дахлак). Голяма част от тях са заети от палмови горички. Основният поминък на местното население е риболовът, ловът на морски костенурки и акули и добивът на бисери и седеф, извличани от множеството бисерни миди, обитаващи кораловите рифове. По време на Студената война Еритрея е съюзник на СССР и на архипелага има военноморска база на Съветския съюз.